# Francisco Acevedo Trillot
Francisco Acevedo Trillat (Angol, 9 de marzo de 1896-4 de junio de 1958) fue un político chileno.
Hijo de Benjamín Acevedo Ramos y de María Trillat Bourgeois. 
Realizó sus estudios primarios y secundarios en el Liceo de Angol y en el Instituto Nacional. Se tituló de Ingeniero Agrónomo y Médico Veterinario en la Universidad de Chile.
Fue fundador y presidente de la Sociedad Agrícola Malleco y de la Cooperativa Frutícola de Angol en 1930.
Asumió como ministro de agricultura del presidente Carlos Ibáñez del Campo el 3 de noviembre de 1952, cargo que mantuvo hasta el 30 de marzo de 1953.
Posteriormente, fue director del primer consejo del Banco del Estado en representación del presidente. 
- Datos: Q5864983